# St Mary’s Church (Bornish)

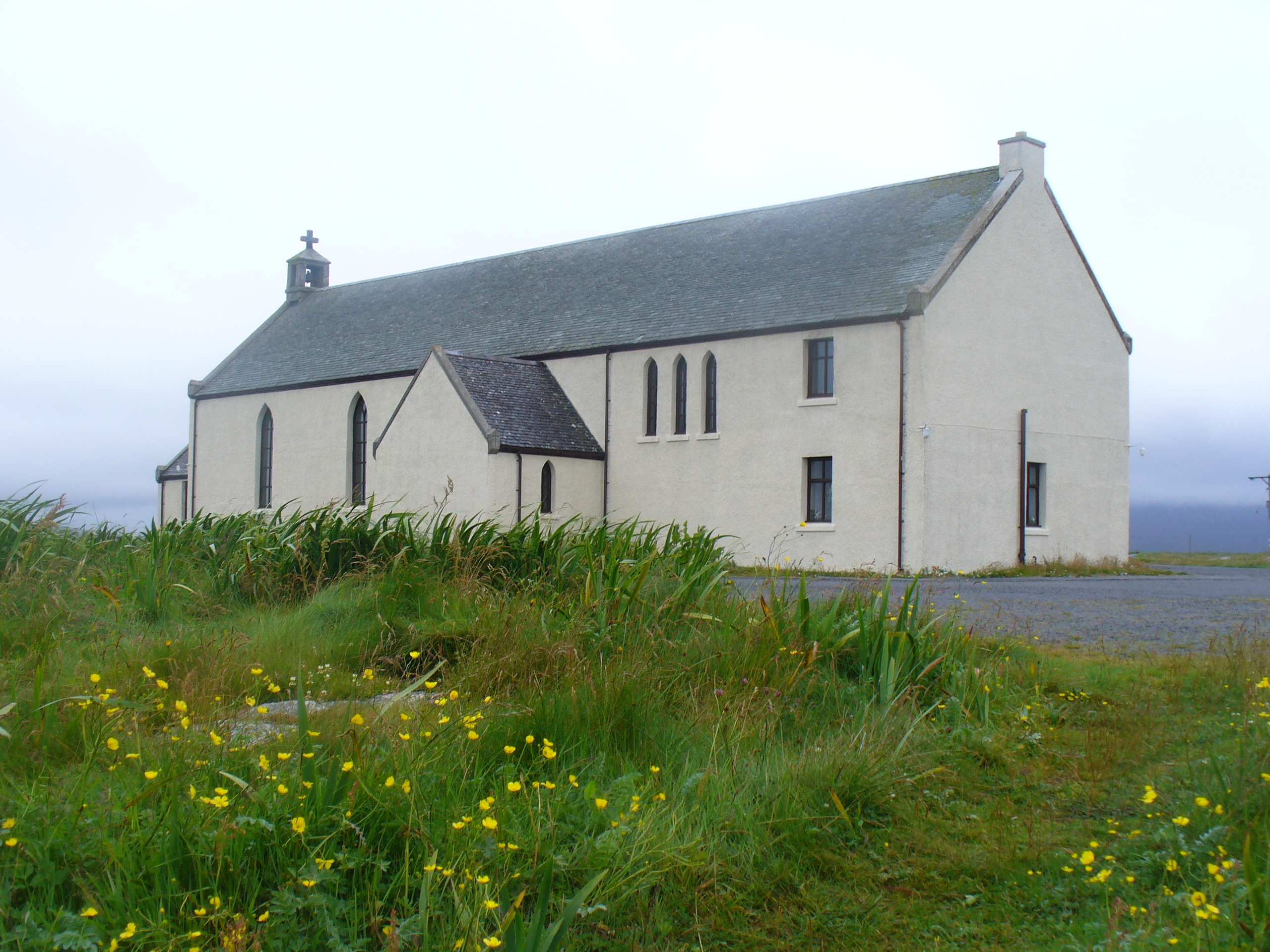
St Mary’s Church

Die St Mary’s Church ist ein römisch-katholisches Kirchengebäude auf der schottischen Hebrideninsel South Uist. 1971 und erneut 2020 wurde das Gebäude in die schottischen Denkmallisten in der Kategorie B aufgenommen.

## Geschichte
Mit der schottischen Reformation wurde der katholische Glaube in Schottland verboten. Auf den entlegenen Äußeren Hebriden erhielt er sich jedoch in signifikantem Maße. Mit der Emigration irischer Auswanderer in Folge der Große Hungersnot in den 1840er Jahren nach Schottland wurde der katholische Glaube dort wiederbelebt und zahlreiche katholische Kirchen entstanden nach diesem Zeitraum. Die 1838 fertiggestellte St Mary’s Church wurde vor diesem Zeitraum errichtet. Rund zehn Jahre früher war bereits die St Michael’s Church im Norden der Insel entstanden. 1955 wurde das Gebäude durch den schottischen Architekten Alexander Ritchie Conlon überarbeitet. Im Zuge der Überarbeitung wurden eine Lady Chapel an der Ostseite, eine Sakristei an der Westseite sowie ein Baptisterium als Apsis ergänzt. Des Weiteren wurde das ehemalige Pfarrhaus zum Chor umgebaut.

## Beschreibung
Das Kirchengebäude steht in der kleinen Streusiedlung Bornish nahe der Westküste von South Uist und dem Nordufer von Loch Bornish. Die St Mary’s Church steht isoliert in der flachen Machair und bildet eine Landmarke. Wie auch die St Michael’s Church in Ardkenneth ist die St Mary’s Church sehr nüchtern ausgestaltet. Auch die in den 1950er Jahren ergänzten Querschiffe sind bescheiden dimensioniert und schlicht gestaltet. Das Langhaus der länglichen Saalkirche ist vier Achsen weit und mit Spitzbogenfenstern ausgeführt. Aus dem Nordgiebel tritt ein schlichter Vorbau mit gerundeter Apsis heraus. Das abschließende schiefergedeckte Satteldach ist, typisch für Kirchenbauten dieser Zeit, stark geneigt. Auf dem Nordgiebel sitzt ein kleiner Dachreiter, der mit einem Kreuz schließt.